# Marcel Schäfer
Marcel Schäfer (født 7. juni 1984 i Aschaffenburg, Vesttyskland) er en tysk fodboldspiller, der spiller som venstre back hos Bundesliga-klubben VfL Wolfsburg. Han har spillet for klubben siden 2007, hvor han kom til fra 1860 München. I 2009 hjalp han Wolfsburg til klubbens første tyske mesterskab nogensinde.

## Landshold
Schäfer står (pr. maj 2009) noteret for to kampe for Tysklands landshold, som han debuterede for den 19. november 2008 i en kamp mod England.

## Titler
Bundesligaen
- 2009 med VfL Wolfsburg